# Humedal de la desembocadura del río Limarí
El Humedal de la desembocadura del río Limarí es un espacio natural de aproximadamente 189 hectáreas ubicado en la desembocadura del río Limarí en el océano Pacífico. Se ubica en la comuna de Ovalle, Provincia de Limarí, Región de Coquimbo. Fue declarado Santuario de la Naturaleza por el Decreto N° 56 de 2021 del Ministerio del Medio Ambiente, a petición del Consejo de Monumentos Nacionales de Chile.
Está considerado uno de los 40 humedales prioritarios de Chile por el Ministerio del Medio Ambiente de Chile. El humedal es parte del Sitio Ramsar de 527 ha y que abarca desde Salala hasta la desembocadura del río Limarí. Es decir, es considerado un Humedal de importancia internacional.

## Características
En el humedal se encuentran 4 ecosistemas: 
- Ecosistema de estuario y praderas halófitas de Sarcocornia neeri.
- Ecosistema de río y vegetación hidrófila de Salix humboldtiana y Baccharis salicifoli.
- Ecosistema de lecho de río y formación xerofítica.
- Ecosistema de playa y duna y ecosistemas terrestres como matorral desértico mediterráneo costero de Bahía ambrosioides, Puya chilensis y matorral desértico mediterráneo costero de Oxalis gigantea y Heliotropium stenophyllum.

## Fauna
Se han registrado más de 130 especies de vertebrados. Existe actividad reproductiva de especies de marcoinvertebrados, peces y aves endémicas de Chile. Entre las especies de aves se encuentran la Turca (Pteroptochos megapodius) y el Tapaculo (Scelorchilus albicollis). Por otra parte, existen especies como el pejerrey (Basilichthys microlepidotus) y el camarón de río (Cryphiops caementarius), este último se encuentra en la categoría de "vulnerable" de acuerdo a la clasificación de especies del Ministerio del Medio Ambiente.

## Flora
Se han registrado 79 especies de plantas.